# باغنارهسی
باغنارهسی (گرجی: ბაღნარჰესი) یک کوه در گرجستان است.